# Xã Boyer, Quận Crawford, Iowa
Xã Boyer (tiếng Anh: Boyer Township) là một xã thuộc quận Crawford, tiểu bang Iowa, Hoa Kỳ. Năm 2010, dân số của xã này là 186 người.